# Del Feliz
Del Feliz é um cantor, compositor e apresentador brasileiro, natural de Barreiros, Riachão do Jacuípe, Bahia. Conhecido como o “embaixador do forró”, sua música costuma levantar reflexões e trazer mensagens de esperança.

## Biografia
Influenciado pela sua mãe, Dona Nicinha, cantadora de reisado e samba, e pelos tios, todos músicos e sambadores, Del despertou desde cedo a paixão pela música e pelas manifestações culturais nordestinas, se tornando um dos mais jovens escritores de Cordel da Bahia, aos 11 anos de idade.
Arrimo de família, ele teve dezenas de experiências profissionais. Foi feirante, ajudante de pedreiro, pintor, faxineiro, diarista, camelô, radialista, fotógrafo, entre tantas outras profissões. Começou sua carreira musical tocando percussão e depois veio a cantar na noite, principalmente em Feira de Santana e Salvador, escola que considera importante para sua formação como artista.

## Carreira
Com 22 anos de carreira, 22 CDs e 3 DVDs lançados,  Del Feliz destaca em seu trabalho o São João da Bahia e do Brasil, além da importância do Nordeste na formação da identidade cultural do país.
Foi o padrinho nacional da campanha de Registro do Forró como Patrimônio Cultural e Imaterial do Brasil, título que recebeu ao lado de D. Joana Alves, no dia 13 de dezembro de 2021. Del continua, com o mesmo empenho, na busca do reconhecimento do forró como patrimônio da humanidade.
Viaja o mundo levando sua música, difundindo a cultura nordestina. Já realizou parcerias das mais diversas, nos palcos e nos estúdios, com nomes da música como Gilberto Gil, Elba Ramalho, Dominguinhos, Maria Bethânia, Carlinhos Brown, Dudu Nobre, Geraldo Azevedo, Michel Teló, Saulo Fernandes, Roberta Miranda, Evandro Mesquita, Joanna, Emanuelle Araújo, Jair Oliveira, Margateth Menezes, Claudio Lins, Tatau, É o Tchan, Flavio José, Waldonys, Nando Cordel, Trio Nordestino, Carla Visi, Mariana Aydar, Armandinho, Jorge de Altinho, Adelmário Coelho, Flavio Leandro, Chambinho do Acordeon, Tato do Falamansa, Genival Lacerda, Santanna, o cantador, Luiz Caldas, Sylvia Massari, Zéu Britto, a cantora e violinista portuguesa Noa e muitos outros. 
Em outubro de 2015, o artista participou da 4ª temporada do talent show The Voice Brasil, ingressando no programa com a aprovação dos quatro técnicos: Lulu Santos, Carlinhos Brown, Michel Teló e Claudia Leitte.
O projeto "Cantos da Bahia" virou também "Cantos do Brasil" e tem como objetivo contar a história de diversas cidades brasileiras, além de ressaltar a cultura, arquitetura, gastronomia, belezas naturais, atrações turísticas e tudo o que identifica cada um dos municípios brasileiros. Este trabalho lhe rendeu uma série de homenagens e premiações, incluindo a Medalha Thomé de Souza (maior honraria de Salvador), Comenda Dois de Julho e dezenas de títulos de cidadania em diversos municípios brasileiros, entre eles, Feira de Santana (BA), Bezerros (PE), Cruz das Almas (BA), Retirolândia (BA), Valente (BA), Alagoinhas (BA), Campo Formoso (BA), Amargosa (BA), Nova Fátima (BA), São Domingos (BA), Gavião (BA), Teolândia (BA), Conceição de Feira (BA) e Petrolina (PE). Em New York, o artista recebeu da Legião da Boa Vontade (LBV) o título do "Mérito em Solidariedade 2014". Em maio do mesmo ano, recebeu em Campina Grande (PB), das mãos de Elba Ramalho, o Troféu Gonzagão, no maior evento da música nordestina.
Além de comendador de Salvador Del Feliz recebeu em 2022 a Comenda 2 de Julho (maior honraria do estado), tornando-se comendador da Bahia. No mesmo ano, recebe o diploma de Doutor Honoris Causa, o maior e mais importante título concedido por uma universidade, tornando-se Doutor. Em Cuiabá (MT), capital do Pantanal, Del Feliz foi convidado pelo prefeito, para compor a música que homenageia os 300 anos de fundação da cidade.
Em seu projeto "Forró Del Mundo", já fez show em dezenas de países, dentre eles: EUA, Bélgica, China, Noruega, México, Japão, Turquia, Inglaterra e França. E já se apresentou em importantes casas de show internacionais (a exemplo de Le Poisson Rouge, BB King Blues em New York, Cabaret Sauvage, Barrio Latino e La Belle Villoise em Paris, Guanabara em Londres), e em grandes eventos (como Bazilian Day em New York, onde fez homenagem em 2012 a Luiz Gonzaga; Semana do Brasil em NY; Lavage De La Madeleine em Paris; Forró London em Londres; e o Festival Ai Que Bom em Bruxelas e Paris.
Del Feliz compôs também O Hino do São João da Bahia, gravado por cerca de 40 cantores, principais representantes nos festejos juninos da Bahia.
A canção “Pra te Ninar”, de sua autoria, foi eleita melhor música do São João 2021 em concurso realizado pela Rede Bahia,
Em um depoimento, Geraldo Azevedo, declarou sua admiração pelo cantor e compositor Del Feliz a quem intitulou “Rei do Forró Enredo”. Segundo ele, Del criou o Forró Enredo, estilo musical que está para o forró assim como o samba-enredo está para o samba. 

## Projetos Recentes
O artista tem produzido singles temáticos a exemplo de “Abra a porta” (diversidade), “Ser mais do que ter” (solidariedade, sensibilidade humana e empatia), “Eu sou o São João" (cultura), “Terra mãe” (ecologia) e os mais recentes: “Pra gente se abraçar” (que ressalta os cuidados durante a pandemia e traz uma mensagem de esperança), “A essência dela” (uma homenagem às mulheres), “Certo ou Errado” (que aborda a polaridade de uma forma poética e filosófica), Uma dose de esperança (incentivo à vacinação), Lê (incentivo à leitura), Dislexia e Somos um só Brasil (uma alusão a copa do mundo e ao verdadeiro espírito esportivo)
A música “Eu Sou o São João”, da autoria de Del Feliz, foi eleita a melhor música do Nordeste em 2019, ganhou o troféu Gonzagão, considerado o "oscar" da música nordestina, e virou o tema da campanha pelo tombamento do forró como Patrimônio Cultural do Brasil. 
O single “Pra gente se abraçar”, criado durante a quarentena, logo após chegar da Europa, foi relançado com a participação de Elba Ramalho, fazendo dueto com Del e foi traduzida para outros quatro idiomas: italiano, francês, espanhol e inglês. Além de Elba, o clipe “Pra Gente se Abraçar” conta também com a participação de vários ícones nordestinos e brasileiros, levando o abraço coletivo do Nordeste para o mundo.
O clipe de “A essência dela” aborda o respeito às mulheres e a diversidade feminina. Participam mulheres de vários estilos e de todos os continentes, entre elas: índias, lavadeiras, agricultoras, jornalistas, médicas, secretárias, chefes de cozinha, empresárias, mãe de santo e artistas, sempre fazendo questão de ressaltar que o lugar da mulher é onde ela quiser. Entre as estrelas do projeto estão nomes como Elba Ramalho, Carla Visi, Lucinha Lins, Neusa Borges, Dona Nicinha (mãe do cantor), Jussara Freire, Sylvia Massari, Stela Freitas, Edvana Carvalho, Cacai Bauer, Carla Galrão.
O clipe “Mais um de nós” reúne famosos e anônimos, cada um com sua energia e simbologia, cantando juntos, representando o amor, o espírito coletivo, a inclusão e a diversidade. A música aborda a responsabilidade de cada um no processo de construção de um mundo melhor. Estão representados: índios, negros, brancos, albinos, crianças, idosos, anões, cadeirantes, baianas de acarajé, padres, yalorixás, drag queens, pessoas com vitiligo, síndrome de down, paralisia cerebral, profissionais de vários segmentos e residentes de vários países. Participam artistas como: Elba Ramalho, Roberta Miranda, Dudu Nobre, Evandro Mesquita, Joanna, Cláudio Lins, Jonas Bloch, Carlos Betão, Tato do Falamansa, Emanuelle Araújo, Tonico Pereira, Sylvia Massari, Elizângela, Leona Cavalli, Solange Couto, Nando Cordel, Zelito Miranda, Santanna, Flávio José, Sarajane e Zéu Britto, além do esportista Anderson Varejão. 
O clipe "Uma dose de esperança", foi lançado com o intuito de contribuir com a campanha de vacinação no país e associa a "dose de vacina" a "dose de esperança". A música foi composta em parceria com Gabriel Carvalho.
O clipe "Somos um só Brasil" lançado no dia 20 de novembro de 2022 (data que marca o dia nacional da consciência negra e abertura da Copa do Mundo do Catar) destaca a união entre os povos, o real espírito esportivo e a diversidade cultural do nosso país com participações de artistas, atletas e anônimos, cada um com sua energia e simbologia. Zagallo, Viola, Hebert Conceição, Robson Conceição, Bobô, Sertão Boxe, Ivan Mesquita, o mestre Bule-Bule, a cantora Carla Visi, Santanna, o cantador, Piazzito, as Ganhadeiras de Itapoã e os atores Carlos Betão, Tonico Pereira e Sylvia Massari também participaram do clipe.
Seu projeto mais recente é o “Dueto Feliz” neste, escreve mais um capítulo importante da sua carreira e da sua história através dos duetos com personalidades marcantes da música brasileira.

## Discografia
- 2003: Minha Raiz
- 2005: O que é o Amor
- 2006: Isso é Forró
- 2007: No Rastro da Saudade
- 2008: Cantos da Bahia Volume I
- 2008: Cantos da Bahia Volume II
- 2008: Forró Enredo
- 2009: Tributo a Accioly Neto
- 2011: É Festa
- 2012: Pé e Cabeça
- 2012: Missa do Vaqueiro
- 2013: Peneirado
- 2014: Meu Mundo
- 2015: Cordel Feliz - Ao Vivo
- 2015: Cordel Feliz - Lado B
- 2016: Del Mundo
- 2017: Abra a Porta
- 2018: Cordel Feliz
- 2019: Pra compartilhar
- 2020: Pra gente se abraçar
- 2021: Céu e Chão